# Triplaris punctata
Triplaris punctata Standl. – gatunek rośliny z rodziny rdestowatych (Polygonaceae Juss.). Występuje naturalnie w Peru oraz Brazylii (w stanie Acre).

## Morfologia
PokrójWiecznie zielone drzewo dorastające do 10–18 m wysokości.
LiścieBlaszka liściowa ma podłużnie lancetowaty kształt. Mierzy 18–30 cm długości oraz 4,5–8 cm szerokości, jest całobrzega, o ostrokątnej nasadzie lub zbiegającej po ogonku i spiczastym wierzchołku. Ogonek liściowy jest nagi i osiąga 15–35 mm długości.
OwoceNiełupki o jajowatym kształcie, osiągają 13 mm długości.